# جائزة سويسرا الكبرى 1982
جائزة سويسرا الكبرى 1982 هو سباق فورمولا 1 أقيم بتاريخ 29 أغسطس 1982 في فرنسا. كان الرابع عشر من أصل 16 في بطولة العالم لسباقات الفورمولا واحد موسم 1982. حلّ الفنلندي كيكي روزبرغ أولا بينما جاء الفرنسي ألن بروست في المركز الثاني وحصل على المركز الثالث النمساوي نيكي لاودا. كان هذا السباق هو آخر سباق يقام لجائزة سويسرا الكبرى.